# Panek Zoltán
Panek Zoltán (Terep, 1928. január 22. – Budapest, 2001. július 1.) erdélyi magyar prózaíró, költő.

## Életútja
Középiskoláit Szatmárnémetiben végezte (1948), ahol már diákkorában lapot szerkesztett Diákszó címmel. „Már akkoriban eldőlt – írja azokra az évekre visszaemlékezve hatvanéves korában –, hogy engem nem valamely intézmény, nem az úgynevezett iskola (Alma Mater) érdekel – amely történetesen a jezsuitáké volt és kiválóan vezették: színvonalat jelentett –, hanem az emberek. [...] Közösen ballagni is csak úgy voltam hajlandó, ha a templomot elkerüljük [...] én a saját utamon mentem tovább [...] egyedül ballagtam a magam szabta irányba” (Igaz Szó 1988/2). Érettségi után a bukaresti Mihai Eminescu Irodalmi Főiskolán szerez diplomát (1952), s utána az Utunk szerkesztőségébe kerül. 1958-ban, a magyar forradalom leverését követő romániai megtorlások második hullámában eltávolítják a laptól, s munkás egy kolozsvári villamossági üzemben. 1962-től a Dolgozó Nő, majd az Előre, illetve 1969-től az Igaz Szó kolozsvári szerkesztője. 1986-ban nyugdíjazzák. 1987-ben Magyarországra látogathat. A látogatása során elszenvedett balesete, majd az elhatalmasodó cukorbetegsége miatt hosszas kórházi ápolásra és utógondozásra szorul, ezért végleg Magyarországon telepedett le.

## Munkássága
Az ötvenes évek elején kezdte írói pályáját, annak a nemzedéknek a tagjaként, amelynek írói szemléletét a szocializmus kezdeti, romantikus pátoszú lendülete, idillizáló valóságlátása határozta meg. Kortársai között azonban az ő kísérletező prózája egyéni színfoltot jelez novelláinak lírai töltete révén. Első kisregénye (Minden külön értesítés helyett. 1957) kapcsán Izsák József az előző évek unalmas-sablonos prózájával szemben azt emelte ki, hogy „szórakoztató irodalmat művel”. „Hasznos és tanulságos lenne az a szórakoztató irodalom – írja –, amely a szocialista-realista művészet közvetlen szomszédságában jönne létre”, s a mi valóságunkról szólna (Igaz Szó 1957/6). Észreveszi, hogy egyes novelláiban a reménytelenség tragikumát az intellektuális humor eszközeivel ellensúlyozza, Páskándi Géza pedig arra figyel fel, mennyire „gazdag, hajlékony és megcsiszolt” a nyelve (Utunk 1956/47).
A kritika igazából Tűbe fűzött villám (1963) című novelláskötete megjelenése után kezdi elismerni. „Két, egymásnak némiképp ellentmondó összetevő feszíti e novellák kompozícióját – írja róla Kántor Lajos. – Egyik a hagyományos novellából megőrzött realisztikus cselekmény, amelyet a szerző legtöbbször elég sablonosan épít föl, másik a novellák lírai rétege, amelyben a szereplők érzelemvilágában érzéssé, közérzetté, ösztönös elégedetlenséggé vagy feloldássá párolódik a cselekményben kiépített élethelyzet”" (Romániai magyar irodalom 1944-1970. 218).
Prózája hangsúlyosan tartalmaz verselemeket is, nem csak lírai mondanivalójában, hanem szerkezetileg is. Sokszor használ refrént, amely a mondanivalót sűríti, így szinte versformába rendezi novelláit is. Mellékes csodák (1974) című kötetének novelláiban már igencsak hangsúlyos ez a verses forma, olyannyira, hogy a novellák már-már prózaversekké lesznek. Uralkodó beszédformája a monológ, átszőve a számvetés pillanataira, a lét rendkívüli tartalmaira ocsúdást kísérő betétekkel. Természetes tehát, hogy az író alkatából következően a műfajkeresésben eljutott a versig is. Két kötete (Mélyrepülés. 1970; Mélységmámor. 1974) is tanúsítja, hogy versei szinte novellahelyzetei párlatainak tekinthetők, amelyekben a szerző költői megoldásként az élmény intellektuális kezelését vállalja magára. Versben is formabontó: hihetetlenül sűrít, felszabadítva költő-önmagát a szabályok kényszere alól.
Közben a prózához sem lesz azért hűtlen: Hiúzszemet fogok viselni (1971) című kötetének darabjaival kapcsolatban Bálint Tibor főleg írójuk belső monológjait, egyéni hangját méltányolja (Igaz Szó 1972/2), Mellékes csodák (1974) című kötetéről írva pedig Lászlóffy Aladár az egyes novellákat át- meg átszövő aforizmazuhatagra figyel fel. „... egyik módszere az is – írja –, amikor fogalomelhatároló szándékkal von össze szavakat, hangulattöredékeket [...] kedvenc elbeszélő helyzete az egyes szám első személy. Panek Zoltán a szövegből szigorúan és már-már klasszikus merevséggel ki nem beszélő epikusok közül való” (Korunk 1975/5). A „magamutogató elménckedés vagy szebben mondva: aforizmahalmaz” (Kántor Lajos) 1977-ben megjelent A földig már lépésben című regényének is egyik, első látásra szembetűnő vonása. A Pezsgő-díj-vitában mellette érvelő kritikus azonban arra is rámutat, hogy „ezek a mondatok művé, hozzám szóló művé álltak össze – nem valamiféle megvásárolt szabadalom előírásai, magas szintű professzionizmus szerint, hanem új, a mából kinőtt minőséget teremtve. És újragondolva a szövegelőzményeket [...] számomra már nem kétséges, hogy nagy jelentőségű, izgalmas regényt olvastam kezdettől fogva [...] öntörvényű regényt; és ez az »öntörvény« nem csupán Joyce-szal szemben igaz, hanem korunk önmagát kereső, önmagát annyi fenyegetés (többek közt a magány és anti-magány) között megvalósítani akaró emberére érvényesen is” (Utunk 1978/12). Mózes Attila kimondottan a regény erényének tartja, hogy a szerzője óvakodik „...a folyamatos cselekménybe ágyazott összefüggések hazug tárgyiasságától, önkényesen szervezett teljességre törekszik”. Ugyancsak ő állapítja meg írói eszközeinek sajátos jegyeként: „A torlódó események forgatagában [...] lüktetővé hevülnek mondatai, kuszán indáznak, egymásba fonódnak”, a szerző „egyszerre több lehetőséggel bíbelődik szimultán módon [...] sőt ha a feszültség elviselhetetlen, hirtelen hosszú oldalakra átvált önmagáért (vagy az összhangulatért) élő sziporkázásba [...] A regénynek nincs cselekménye, csak cselekményei vannak, melyek mindig különböző idősíkokon játszódnak le” (Korunk 1978/5).
Immár egyértelműen érvényre jutott egyéni írásmódjának sajátosságait következő novelláskötetei (Emberbolondok, Elmozdult képek, mindkettő 1978) kapcsán a kortárs kritika is kitapintja: „Mestere a sodró és sodródó dialógusoknak, de kedvenc kifejezési formája a monológ dialógus-helyzetben” – állapítja meg Lászlóffy Aladár. „E novellák hőse egy olyan paneki ember, aki összes helyzeteiben, a mai mindennapi, hazai és európai létben felismert és előidézett, megfigyelt és pontosan felmért reakcióiban a jó irodalom, a magyar irodalom erejét idéző hangulatot hagy bennünk [...] Líraisága azért épül, simul szervesen ebbe a vibrálóan modern epikába, mert (saját aforizmáját idézve): fütyül a mások közérzetére, a saját magányérzete érdekli egyedül” (Igaz Szó 1978/2). „Az aforizmáról azt is mondják, hogy gondolatszikra, s e novellák jó részéről elmondható, hogy izzásban lévő lélekről pattannak le” (Láng Gusztáv, Utunk 1981/31).
„A paneki irodalom folyamat: olyan szöveghömpöly, melybe kétszer is beleléphetsz, és bárhol ugyanaz, ugyanolyan [...] Többször és többen leírták róla, hogy eredeti novellatípust művel [...] sose mond le a cselekményről, nem mintha az epika sine qua nonjának érezné, de »monoton« novellatípusa a bizonyíték rá, hogy mennyire világosan látja: mondanivalójának sorsa egy bizonyos mozgalmasságtól függ” (Lászlóffy Aladár, Igaz Szó 1983/6).
Különös módon a Pezsgő-díjjal is elismert regény és szerzője körül robban ki 1978-ban az úgynevezett. „csipkerózsika-vita”, amelyet Sütő Andrásnak – Panek Zoltán regényére csak áttételesen utaló – Korunk-beli írása (Csipkerózsika. 1978/6) robbant ki. Esszéjében Sütő arról értekezik, hogy egyes írók a dogma kötelékeitől megszabadulva elhajították ugyan régi fegyvereiket, de újat nem vettek fel. „Földi utazásunkat úgy kell rendeznünk, hogy azt – az egyetemes humánum javára is – lehetőleg a magunk bőrében tegyük meg, emléket állítván a sajátosság méltóságának...” Majd felteszi a kérdést: „Nemzetiségi létünk ábrázolása dolgában hol az új Ábel, az új Kacsó Sándor-i hangvétel, az új Sors és jelkép? Hol van a két világháború közöttiek legjobbjainak virrasztása?” Keserűen állapítja meg: a közelmúltat öncsaló módon elfelejtik, ideje lenne a történelem visszamenőleges átértékelésének. „Igaz, hogy eltűntek az »udvari énekesek«, de igazi tehetség még nem akadt. A szemüket életre nyitó új mondandók sokaságában egyetlen Csipkerózsika alussza még álmát, a sajátosság méltósága. Vagyis mindaz, ami e nemzetiségi létünkre alkalmazott kategóriának alkotó eleme.” E gondolatmenet vonalán történik utalás egy új regényre, amelynek szerzője elhatározta, ő lesz a honi magyar irodalom új James Joyce-ja, nem figyelve fel arra, hogy a „benne hömpölygő tudatfolyamnak” konkrét társadalmi-nemzeti háttere van. „A provinciát vállalni kell – írja Sütő –, mert [...] mi vagyunk a provincia [...] A mi provincia-fogalmunk éppúgy behelyettesíthető Európa fogalmával, amiként a híres Európának nem egy pontjáról vethető »vigyázó szem« a mi irányunkba. A közöny persze, ami ellen nemegyszer panaszt emelünk, annál nagyobb, minél nagyobb buzgalommal hanyagoljuk el sajátosságunk méltóságának jegyeit, drámáit, egész hányatottságát.”
Sütő célzásaira Panek Zoltán A Hétben veszi fel a kesztyűt (Írjon ön is írül. 1978/35), ironikus-gunyoros válaszában azonban a sarkítottságot, a kizárólagosságot utasítja el: „A sajátosság méltóságának hiábavaló hajszolása (ha valakinek nincs, az istentől sem szerezheti be) szerintem a beszűkülés felé vezetne, míg az egyetemességre való természetes törekvés mindenkor provincia-legyőző (kísérlet) is, sohasem időszerűtlen nyitás, szükséges nyitás az emberiség irányába, még abban az esetben is, ha az emberiség hasonló törekvései közepette esetleg nem vesz tudomást várható remekműveinkről – nem mi leszünk szegényebbek.” Ezután ismét Sütő válaszol (Kinek gondja, kinek kacagása. Igaz Szó 1978/9): „...csodálom, hogy vitatársam félreértett, hiszen kiváló »metaforázó« mestere a képi megfogalmazásnak [...] őt nem foglalkoztatja az, amit hazai magyar irodalmunkban hiányként fölemlegettem [...] Fölöslegesnek tartom meggyőzni őt arról, hogy a sajátosság méltóságának gondolata – tehát nemzeti létünknek olyan meghatározása, amely nem csupán a sajátosság objektív tényét rögzíti, hanem kötelező tiszteletét is, méltóságának elismerését, figyelembevételét akármifajta politikai-társadalmi cselekvésben.” Sütő felrója Paneknek, hogy „szemléletének, alkatának korlátait maga szabta meg – saját szabadsága érdekében. Ő hiányokról szólt, általában, összirodalmunk freskóját festette le [...] és indítéka a genius loci volt, – a szülőföld szinonimája, amelyet profánul sületlen szójátékkal genius-lócának mondott”. Sütő maga különben továbbgondolkozásra akarta késztetni olvasóit, nem utánzásra, amikor Tamásira, Kacsóra utalt. „Elkötelezett, népében gondolkodó magatartást óhajtottam példaként fölmutatni” – szögezi le.
A vitát, amelynek során többen hozzászóltak (Bajor Andor, Deák Tamás, Szász János, Szőcs István), végül Gálfalvi Zsolt zárta le (Közös gond és felelősség. Igaz Szó 1979/1). „... nem igényel különösebb bizonyítást, hogy minden igazi író látásmódja sajátos, egyéni, minden műalkotásban az objektív valóság az író szubjektumán át tükröződik [...] A viták akkor torzulnak el, akkor válnak problematikussá, ha a személyes jelleg a tartalmukat sikkasztja el vagy szorítja háttérbe, ha a vitatkozók nem elveket, nézeteket cáfolnak, [...] hanem egymást kívánják eszmeileg-erkölcsileg megbélyegezni.” Gálfalvi a kritika működési zavaraiban látja a személyeskedésbe torzult vita magyarázatát. Az elemzések nem veszik figyelembe az irodalom sokszínű egészét. „Nemzetiségi kultúránk [...] magas szintű, korszerű működése nem képzelhető el nyílt, igényes, érvelő viták nélkül [...] Az író, az irodalom előtt ma és mindenkor hiúságmentesebb tennivalók, emberhez méltóbb gondok tornyosulnak. Ezeket kellene kimondásukkal a feloldás irányába terelgetni, együtt, egymásért, illúziók nélküli hittel, felelős és találó igékkel. Szavainkért számadással tartozunk.”
A vitára másfél évtized múlva visszatekintő Gáll Ernő az akkori idők egyik dilemmáját („Miként kerülhetjük el, hogy irodalmunk – a maga különösségében – ne váljék provinciálissá, valaminő »védett területen« megőrzött néprajzi kuriózummá?”) felidézve jelentőségét abban látta, hogy „a hozzászólások nem csupán a romániai magyar irodalom akkori problémáit feszegették, hanem az irodalom önmagáról alkotott tudatát alakítva, az egész nemzetiségi-kisebbségi tudatra is mély hatást gyakoroltak” (Helikon 1994/14).
A prózaíró és a költő mellett Panek köteteinek sorában több, irodalmi publicisztikáját egybefoglaló válogatást is találunk. „Közel harminc éve műveli kitartóan, következetesen az írói publicisztikát” – írja róla Nagy Pál a Függő játszmák (Kolozsvár 1983) című kötete kapcsán (Igaz Szó 1984/4). A Kihagyott szívdobbanás (1985) című esszékötet szerzőjéről azt írja Mózes Attila: „Panek Montaigne-től számítja a filozófia kopernikuszi fordulatát: az entellektüel számára létezni annyi, mint gondolatot átélhetővé, át- és újragondolhatóvá tenni, azaz: úgy továbbítani, hogy lényegi értelmét tekintve meg nem másítható, ámde (tovább) értelmezhető legyen; úgy pontos, hogy sok árnyalatú.” A kötetben olvasható Anyanyelvünk atyamestere című esszéről pedig ezt írja: ez az írás „... egyetlen mondatnyi óriásóda az anyanyelvhez, s a feszes és pontos esszé keretein belül úgy dőlnek le a műfaji korlátok, hogy ódai hangvétele ellenére megmarad esszének akkor is, amikor a »szöveget« a szerző »novellai« csattanóra hegyezi ki”.
Maga Panek írói hitvallását így fogalmazza meg: „Meglehet, hogy posztumusz igazam lesz az, hogy én kizárólag hiúságom révén voltam rab, mivel a dolgos hiúságot a hajtóerő üzemanyagának szerves részeként képzelem el [...] Hogy hoztam-e, hozom-e a várt hozamot, nem az én dolgom eldönteni. Minden könyvem vasárnap is nyitva van az érdeklődők előtt [...] Semmi dolgom már, legfeljebb írni és ismét írni, mintha most kezdtem volna el, írni: összegezni és nem csupán befejezni” (Igaz Szó 1988/2).

## Művei

### Magyarul
- Minden külön értesítés helyett. Regény; Irodalmi és Művészeti Kiadó, Bukarest, 1957
- Tűbe fűzött villám. Novellák; Irodalmi Kiadó, Bukarest, 1963
- Hétfőn és kedden nagyon szerettem. Novellák; Irodalmi Kiadó, Bukarest, 1968
- Mélyrepülés. Versek. 1967 február–1969 április; Dacia, Kolozsvár, 1970
- Hiúz-szemet fogok viselni. Novellák; Dacia, Kolozsvár, 1971
- Mellékes csodák. Novellák; Kriterion, Bukarest, 1974
- Mélységmámor. Versek; Dacia, Kolozsvár, 1974
- A földig már lépésben. Egy szökés története, több kisérletben; Kriterion, Bukarest, 1977
- Emberbolondok. Novellák; Kolozsvár, Dacia, 1978
- Elmozdult képek. Válogatott novellák. 1957–1977; vál., előszó Lászlóffy Aladár; Kriterion, Bukarest, 1978
- Pilátus a konyhában. Konyha-show; Dacia, Kolozsvár, 1980
- Prométheusz felmentése. Válogatott novellák; Magvető, Bp., 1980
- Legyünk humorunknál! Humoreszkek, szatírák, paródiák, anekdóták; szerk. Panek Zoltán, Farkas Árpád; Igaz Szó, Marosvásárhely, 1982
- Boszorkánygyűrű. Novellák; Kriterion, Bukarest, 1982
- Függő játszmák. Tárcák és tárcanélküli írások; Dacia, Kolozsvár, 1983
- Kihagyott szívdobbanás. Esszék; Kriterion–Szépirodalmi, Bukarest–Bp., 1985
- Cseberből mederbe. Tárcák és tárcanélküli írások; Pro-Print, Csíkszereda, 2011

### Románul
- Fulgerul trecut prin ac. Nuvele (Tűbe fűzött villám); ford. Florica Perian; Editura Pentru Literatura, Bucureşti, 1966
- Plutire, ultima etapă. Istoria unei evadări în tentative repetate (A földig már lépésben. Egy szökés története, több kísérletben); ford. Alice Vidor, előszó Romulus Vulpescu; Kriterion, Bucureşti, 1982 (Biblioteca Kriterion)
- Imagini mişcate. Nuvele; ford. George Volceanov; Kriterion, Bucureşti, 1988 (Biblioteca Kriterion)